# Ortofenilfenolo
L'ortofenilfenolo è un disinfettante fenolico con proprietà antimicrobiche simili a quelle del paraclorometaxilenolo. Viene usato per la disinfezione di cute e di oggetti ed è un ingrediente di gel lubrificanti. È usato nell'industria come conservante (specie contro muffe e putrefazioni) e in agricoltura come fungicida. Con indicazioni simili è stato usato anche il sodio o-fenilfenolo.
I sintomi tossici sono simili a quelli da intossicazione da fenolo. Il valore della DL50 nel ratto è di 2,48 g/kg per os.